# ジョージ・ロジャー

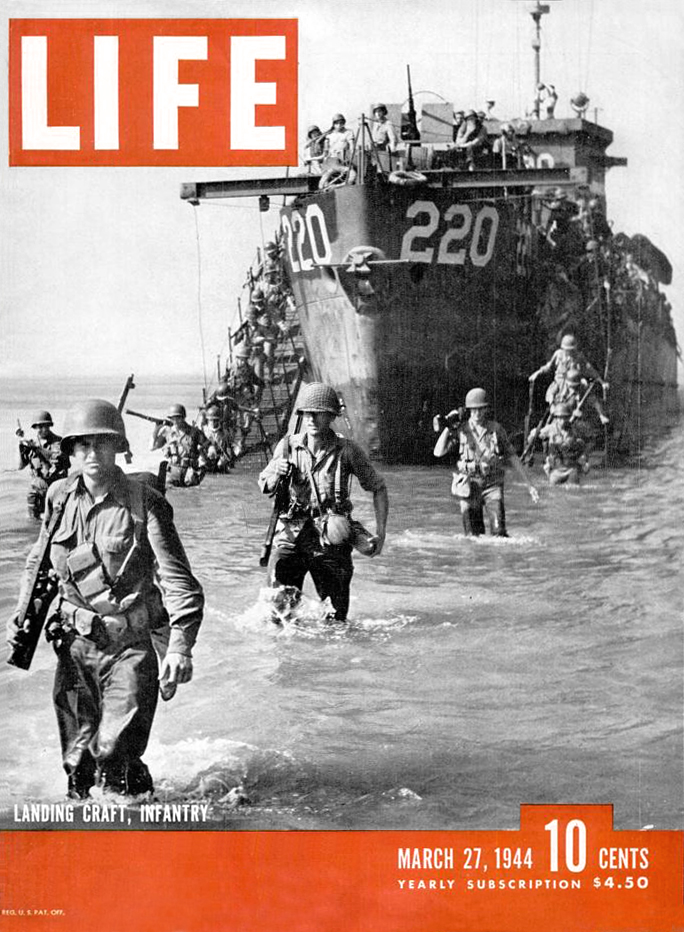
ロジャーによって撮られた写真、ライフ誌1944年3月27日号の表紙

ジョージ・ロジャー（George Rodger,1908年3月19日 - 1995年7月24日）は、イギリス出身の写真家である。19歳で商船隊の船員となって世界中を航海した。航海中、記録をつけるために写真を撮るようになったという。
その後アメリカに渡ったが、大恐慌のせいで仕事が見つからず、1936年にイギリスに戻ってBBCのカメラマンを経てフリーランスの写真家となった。第二次世界大戦中には「ライフ」誌の特派員としてアフリカ、中近東、アジア、ヨーロッパなど各地の戦線を取材。
1945年、ドイツのユダヤ人強制収容所を取材する。ロジャーはその収容所に入った初めてのジャーナリストであり、積み重なった死体の写真は「ライフ」や「タイム」に掲載され、世間に大きな衝撃を与えた。本人はその経験がトラウマとなり、以降は戦争特派員として働くのを辞めた。
1947年にロバート・キャパやアンリ・カルティエ＝ブレッソンらと共にマグナム・フォトの設立に携わった。
1948年からはアフリカをテーマにし、ヌバ族やマサイ族などを取材した。以後、30年以上フリーランスの写真家として活動し、彼の作品は「ナショナル・ジオグラフィック」誌など、様々な雑誌・新聞に取り上げられた。
日本では2004年3月、フォト・ギャラリー・インターナショナルにて初の個展が開かれた。
2014年5月に、孫のエリオット・ロジャー（息子の長男）がカリフォルニアで銃乱射事件を起こし、6人を殺害後、自殺した（2014年アイラビスタ銃乱射事件）。